# تشوبي (خورخورة)
تشوبي (بالفارسية: چوپی) هي قرية تقع في إيران في قسم خورخورة الريفي. يقدر عدد سكانها بـ 46 نسمة بحسب إحصاء 2016.